# Shuyuan (sockenhuvudort i Kina, Heilongjiang Sheng, lat 47,34, long 130,27)
Shuyuan (kinesiska: 蔬园, 蔬园乡) är en sockenhuvudort i Kina. Den ligger i provinsen Heilongjiang, i den nordöstra delen av landet, omkring 330 kilometer nordost om provinshuvudstaden Harbin. Antalet invånare är 14 121. Befolkningen består av 6 636 kvinnor och 7 485 män. Barn under 15 år utgör 10,0 %, vuxna 15-64 år 79 %, och äldre över 65 år 9,0 %.
Runt Shuyuan är det ganska tätbefolkat, med 155 invånare per kvadratkilometer. Närmaste större samhälle är Hegang, 2,8 km nordost om Shuyuan. Trakten runt Shuyuan består till största delen av jordbruksmark.
Genomsnittlig årsnederbörd är 907 millimeter. Den regnigaste månaden är juli, med i genomsnitt 212 mm nederbörd, och den torraste är januari, med 11 mm nederbörd.